# Plaça de bous de Castelló
La plaça de bous de Castelló es troba al costat del Parc Ribalta i es va inaugurar el 3 de juliol de 1887 després de 2 anys d'obres. Fou construïda per D. Manuel Montesinos Alardins que també havia estat alcalde de la ciutat. Els propietaris de la plaça eren: D. Hipólito Fabra, D. Joaquín Calduch, D. Juan Fabregat, D. Joaquín Fabregat, D. Luciano Ferrer i D. José Ripollés.
L'escultor D. José Viciano Martí va realitzar el medalló en bronze en què destaca el cap d'un bou per a la façana principal.
La primera correguda es va celebrar el 3 de juliol de 1887 amb bous de la ramaderia del Duc de Veragua; els torejaren els toreros “Lagartijo” i “Frascuelo”, amb una plaça plena de gom a gom.